# American Meteorological Society
Pour les articles homonymes, voir AMS.
L’American Meteorological Society (AMS) est une association scientifique américaine composée de professionnels de la météorologie. Elle a pour buts le développement et la diffusion des connaissances dans le domaine des sciences de l'atmosphère, de l'océanographie et de l'hydrologie ainsi que l'avancement de leurs applications dérivées.
Fondée en 1919, l’American Meteorological Society a plus de 11 000 membres : professionnels, professeurs, étudiants, et amateurs enthousiastes. L'AMS publie onze journaux (en versions papier et électronique), ainsi que plusieurs livres et monographies. Elle organise plus de douze conférences annuelles et offre de nombreux services à ses membres à l'intérieur de sections locales.
L'AMS est impliquée dans plusieurs discussions et recherches d'avenir, notamment sur la sécheresse, la couche d'ozone, les changements climatiques et le rôle possible des professionnels de cette branche.

## Description
L’American Meteorological Society a pour but de faire progresser la science et les technologies en sciences de l'atmosphère et de l'océan au profit de la société. Elle publie onze journaux scientifiques généraux et thématiques des domaines de la météorologique, de l'océanographie et des sciences connexes. L'AMS publie également des livres éducationnels et professionnel et organise des conférences sur des sujets divers pour les professionnels dans le domaine ainsi que des rencontres de vulgarisation. Elle administre des programmes de certification des météorologues que l'on peut voir à la télévision ou entendre à la radio aux États-Unis et pour ceux qui offrent leurs services comme consultants. Finalement, l'AMS récompense par des prix les meilleurs étudiants et les meilleurs chercheurs dans les domaines des sciences atmosphériques aux États-Unis.

## Histoire

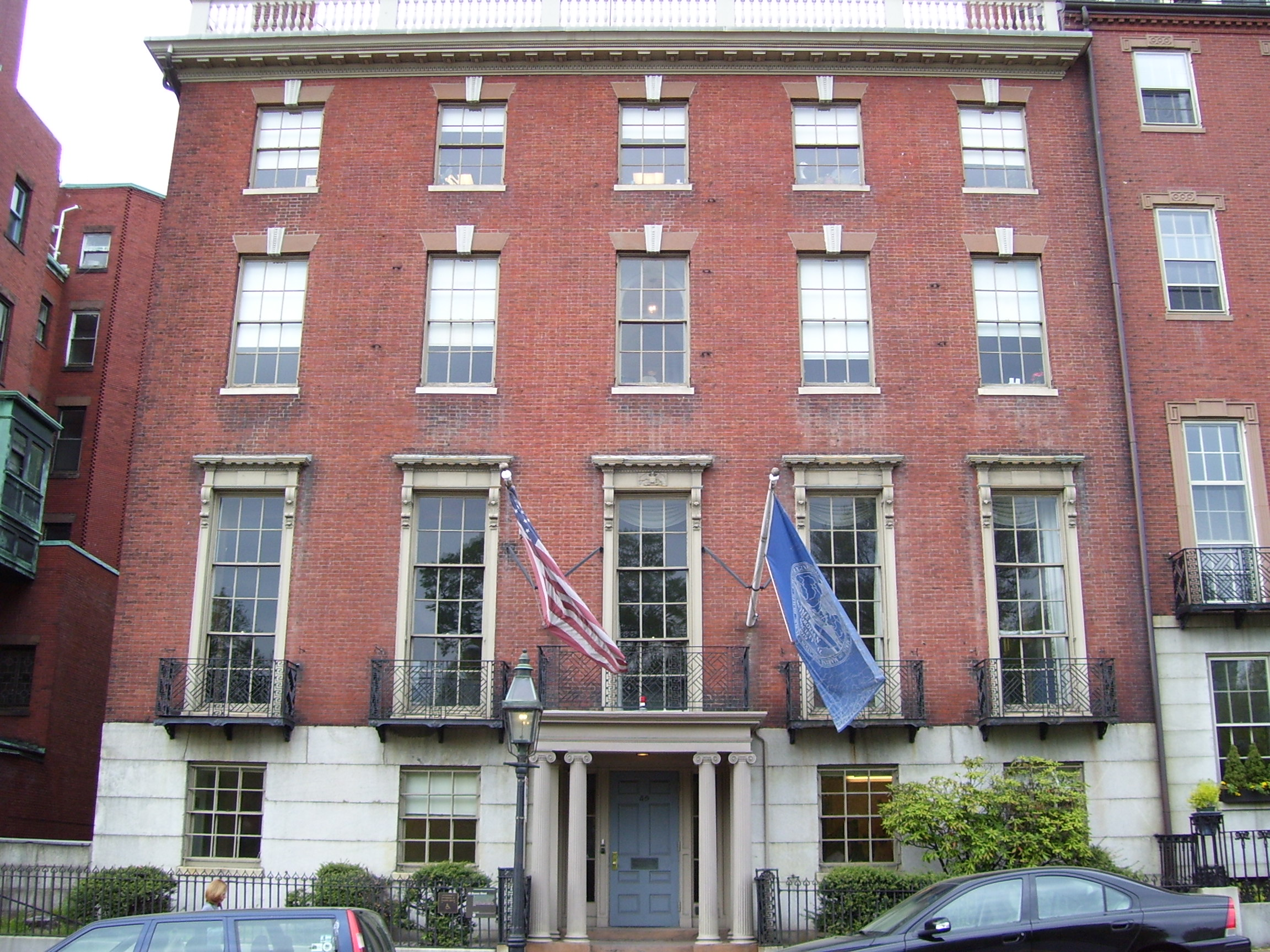
Siège social de l'AMS à l’Harrison Gray Otis House sur Beacon Street à Boston

En 1919, Charles Franklin Brooks de l'Observatoire météorologique de Blue Hill au Massachusetts fonda l'AMS pour regrouper les membres de l’U.S. Signal Corps et du U.S. Weather Bureau, les deux prédécesseurs du National Weather Service américain actuels, et de certains amateurs en météorologie,. Le nombre de membres s'élevait à moins de 600, dont Francis Reichelderfer et John Park Finley, et ils pouvaient recevoir le Bulletin of the American Meteorological Society, un supplément au magazine Monthly Weather Review publié par le Weather Bureau. En 1922, le coût pour être membre est passé de 1 $US à 2 $US ce qui élimina la plupart des amateurs.
Durant les années 1930 et 1940, l’AMS participa activement au développement rapide des sciences de l'atmosphère grâce à la diffusion des découvertes dans ses publications et ses conférences. La Seconde Guerre mondiale fut une très importante période alors que de nombreux météorologues militaires et civils ont été formés pour les besoins des forces armées,. Un bon nombre d'entre eux se retrouvèrent dans l'industrie civile et les universités après le conflit ce qui augmenta grandement le nombre de membres de l’AMS. Celui-ci est ainsi passé de 1 200 en 1940 à près de 3 800 en 1950.
Les recherches entreprises pendant la guerre furent poursuivies à des fins civiles, par exemple l'utilisation des radars à la météorologie. Ceci ouvrit la voie à l'apparition du premier journal scientifique de la Société, le Journal of Meteorology, une idée de Carl-Gustaf Rossby, son président en 1944 et 1945. Ce journal sera scindé en Journal of Applied Meteorology and Climatology et Journal of the Atmospheric Sciences un certain nombre d'années plus tard. Nombres de journaux spécialisés, de livres et un glossaire de la météorologie ont été publiés ensuite, la plupart maintenant disponibles en ligne. Seulement en 2017, plus de 35 000 pages ont ainsi été publiées.
L'AMS a remplacé la gérance bénévole par un personnel permanent à partir de 1946 et établi le siège social à Boston. Pendant ce temps, l'AMS s'est restructuré, créant des catégories pour les étudiants, les entreprises, les « Fellows » et les « membres honoraires », élargissant son lectorat et le nombre de personnes assistant aux réunions. Le nombre de membres a continué sa progression passant à près de 7 000 en 1960 et atteignant un pic de près de 14 000 dans les années 2010.

## Publications
L'American Meteorological Society publie les journaux scientifiques suivants, :
- Bulletin of the American Meteorological Society
- Journal of the Atmospheric Sciences
- Journal of Applied Meteorology and Climatology
- Journal of Physical Oceanography
- Monthly Weather Review
- Journal of Atmospheric and Oceanic Technology
- Weather and Forecasting
- Journal of Climate
- Journal of Hydrometeorology
- Weather, Climate, and Society
- Earth Interactions

ainsi que des livres dans une série appelée :
- Meteorological Monographs (en)

Tous les articles publiés depuis de plus de cinq ans sont disponibles gratuitement alors que seulement le résumé est accessible pour les plus récents.

## Prix décernés
L'American Meteorological Society offre de plus des récompenses pour contributions exceptionnelles en météorologie et en océanographie. Il existe un comité dans chacune des deux disciplines qui attribue annuellement ces prix.
Météorologie
- Médaille Carl-Gustaf-Rossby
- Prix Jule G. Charney
- Prix Verner E. Suomi
- Prix de télédétection
- Prix Clarence Leroy Meisinger
- Prix Henry G. Houghton
- Prix Louis J. Battan

Océanographie
- Médaille d'or Harald Sverdrup
- Prix de recherche Henry Stommel
- Prix Verner E. Suomi
- Prix Nicholas P. Fofonoff

## Certification
L'AMS gère deux programmes de certification concernant les présentateurs météorologiques en radio et télé-diffusion. Un troisième vise les consultants dans ce domaine. Bien qu'optionnels, ils sont utilisés par les détenteurs pour démontrer leurs compétences, évaluées par des pairs, lors de l'embauche ou de compétition pour une promotion dans un marché plus vaste. Ils permettent d'avoir plus de crédibilité auprès des utilisateurs et d'être reconnu comme étant à jour dans leurs connaissances.

### Seal of Approval
Le sceau de l'AMS pour les présentateurs en onde a été créé en 1957 comme un moyen de reconnaître les compétences scientifiques des météorologues œuvrant à la télévision et la radio. L'attribution du sceau d'approbation était basée alors sur une cassette de démonstration présentée par le requérant à six membres d'une commission d'examen, après le paiement des frais de dossier.
Un diplôme officiel en météorologie n'était pas une exigence pour obtenir ce sceau à l'origine, une formation militaire appropriée ou au moins 20 crédits de cours de météorologie de premier cycle universitaire étaient demandés. Il n'y avait pas d'expérience minimale requise, seulement que les demandeurs aient eu une certaine expérience précédente dans les prévisions météorologiques et en radiodiffusion. Après trois ans d'utilisation de ce sceau, le détenteur pouvait se qualifier de météorologue sur les ondes. Le programme original a été supprimé à la fin de 2008 mais les détenteurs de ce titre peuvent encore l'utiliser en autant qu'ils acquittent les frais annuels. Ce sont des présentateurs plus âgés, expérimentés et très respectés dans leur profession. En 2022, il restait 194 détenteurs actifs.

### Certified Broadcast Meteorologist
Les exigences du programme d'approbation ont été remaniées en janvier 2005 avec l'introduction du Sceau de certification en diffusion météorologique (Certified Broadcast Meteorologist ou CBM). Un questionnaire de 100 questions à choix multiples et à livre fermé est devenu l'exigence primaire du processus d'évaluation. Les questions de l'examen couvrent de nombreux aspects de la météorologie théorique, de la prévision et des principes reliés. Les candidats doivent répondre à au moins 75 des questions correctement,.
Les personnes qui ont obtenu ou demandé le sceau original d'approbation avant le 31 décembre 2004, et n'ont pas été rejetées, ont reçu automatiquement le sceau CBM après la réussite à l'examen. Ces détenteurs d'origine n'ont toujours pas besoin d'avoir un diplôme en météorologie ou dans un domaine d'études connexe pour recevoir le nouveau Sceau. Les candidats postérieurs à cette date doivent passer l'examen écrit et leur travail en onde doit être évalué avant d'être considéré pour le label CBM. Ils doivent également détenir au moins un baccalauréat en sciences (BSc) en météorologie ou dans un domaine d'études connexes d'un collège ou d'une université accréditée. Finalment, les candidats doivent avoir depuis 2020 une expérience de deux ans à temps plein ou trois ans à temps partiel comme présentateur météo dans un média,.
En 2022, le nombre de détenteurs actifs du certificat est de 454.

### Certified Consulting Meteorologist Program(CCM)
Le but principal du programme de certification des météorologues consultants est de permettre aux utilisateurs de services météorologiques de reconnaître la qualité et la fiabilité des services qu'ils recevront. Le détenteur d'un CCM doit démontrer des qualités exemplaires de caractère et de dévouement à des normes professionnelles élevées. Ils doivent être considérés comme des experts dans l'application des informations météorologiques à une multitude de défis pratiques allant de prévisions spécialisées à l'appui de l'ingénierie de projets jusqu’au témoignage d'expert en cour dans des affaires liées aux conditions météorologiques.
Les demandeurs doivent avoir 5 ans d'expérience professionnelle en météorologie appliquée, ou domaines connexes, et doivent détenir l'un des trois diplômes suivants :
- Un baccalauréat ou un niveau supérieur en météorologie ou en sciences atmosphériques ;
- Un baccalauréat ou un niveau supérieur en génie et être actifs dans le domaine de consultation visé ;
- Au moins 20 crédits en météorologie dont 12 doivent être en sciences atmosphériques ou océaniques : dynamique, thermodynamique, physique, synoptique et hydrologie.

Pour obtenir la certification CCM, le candidat doit compléter une demande, être recommandé par trois associés, passer un examen écrit très stricts et passer un examen oral devant un conseil national des examinateurs. La certification doit être renouvelée annuellement et les membres doivent suivre un plan de perfectionnement professionnel à chaque  cinq ans. De 2919 à 2022, il y avait de 220 à 250 détenteurs actifs,.